# SSV Hagen
Der SSV Hagen e. V. ist ein Sportverein in der kreisfreien Großstadt Hagen. Die aktuell betriebenen Sportarten sind Fußball, Gewichtheben, Jazz Dance, Jiu Jitsu und Radsport. Alle Abteilungen bis auf Jazz Dance sind rechtlich eigenständige Vereine. Das Vereinswappen stellt einen schwarzen Adler auf weißem Grund dar.

## Geschichte

### Frühe Jahre
Im Jahr 1905 wurde der Hagener Fußballclub (HFC) gegründet, dessen Sportstätte der Höing war und auch heute noch ist. 1919 trat die Spielabteilung des AH 1860 bei. Zu dieser Zeit fand der Spielbetrieb an der Cunostraße statt. 1924 wurde der Vereinsname in Hagener Sportclub geändert, da der Verein um die Abteilungen Handball, Schlagball, Leichtathletik und Faustball erweitert wurde. Das Wappen des Vereins war von nun an ein gelbes Dreieck mit HSC-Schriftzug. Ein Jahr später gab es eine erneute Erweiterung; Boxen, Ringen und Kraftsport wurden nun im Verein ausgeübt. Ab 1930 wurde beim HSC Tischtennis gespielt. 1932 wurden die Handballer des HSC Westdeutscher Meister. Im Jahr 1933 kam es zum Zusammenschluss zwischen dem HSC und Hagen 11. Der Verein hieß ab sofort Deutscher Sportclub Hagen (DSC Hagen) und der Adler wurde zum Wappen. 1934 wurde der DSC die sechstbeste Mannschaft in der Gauliga Westfalen, die damals eine der 16 höchsten Ligen darstellte, wobei von 1933 bis 1944 jedesmalig der FC Schalke 04 Gaumeister in Westfalen geworden ist und sich damit einzig und allein für die Ausscheidungsspiele um die deutsche Fußballmeisterschaft qualifiziert hat. In der Gauliga bestritt der DSC, auch 1934/35 (9. Platz) und 1940/41 (9. Platz), u. a. Meisterschaftsspiele gegen die heutigen Traditionsvereine FC Schalke 04, Borussia Dortmund, VfL Bochum, Preußen Münster und Arminia Bielefeld. 1934 kam es auch zur Gründung der Hockey-Abteilung und vier Jahre später kam der Radsport hinzu. Im darauffolgenden Jahr hatte der DSC Hagen mehrere Erfolge zu verzeichnen. C. Kumpmann wurde Deutscher Meister über 110 m Hürden. Außerdem gingen alle westdeutschen Tischtennistitel an den DSC.

### Nachkriegszeit
Der SSV Hagen spielte in der Saison 1945/46 in der Landesliga Westfalen Gruppe 1, dort kam es zu den bisher beiden letzten Meisterschaftsspielen gegen den heute großen FC Schalke 04, die am 26. Mai 1946 im Hinspiel in Hagen mit 1:3 (0:0), und am 17. Juli 1946 im Rückspiel in der Glückauf-Kampfbahn mit 9:1 (3:0) verloren gingen. Zuvor löste sich der Stammverein DSC Hagen in die Spielvereinigung Hagen 11 und den Spiel- und Sportverein Hagen (SSV Hagen) auf. Die Fußballabteilung begann dann 1945 in der neugegründeten, nun erstklassigen Landesliga (anstelle der obsoleten Gauliga) zu spielen, doch bereits im darauffolgenden Jahr erfolgte der Abstieg in die Bezirksliga Sauerland 1. 1948 kam es zum sofortigen Wiederaufstieg. Bei den Entscheidungsspielen gegen Iserlohn waren 40.000 Zuschauer anwesend. 1950 entschied sich der Verein für den Vertragsfußball, so dass die 1. Mannschaft erstmals die damalige 2. Liga West erreichte. Im selben Jahr wurde F. Hoog Deutscher Meister im Boxen. In den Jahren 1951 und 1954 kam es zur Gründung der Abteilungen Basketball und Judo. 1953 stiegen die Fußballer in die Amateurliga ab. 1955 kam es zu einer baulichen Erweiterung. Oberhalb des SSV-Platzes Höing wurde eine vereinseigene Sporthalle gebaut. Diese wurde jedoch im Jahr 1973 abgerissen.

### Erfolgsjahre
Im Jahr 1960 gewann der SSV seine Staffel der Verbandsliga Westfalen, in die man 1956 aufgestiegen war, scheiterte in den Spielen um die Westfalenmeisterschaft jedoch am BV Selm. Durch dessen Verzicht stieg der SSV Hagen dennoch erneut in die 2. Liga auf, wurde dort jedoch nur Fünfzehnter und stieg erneut ab. Seit dem Aufstiegsjahr 1966 in die Regionalliga West spielte der SSV im Ischeland-Stadion; der Zuschauerschnitt lag bei 10.000. Doch auch die Fans konnten den Abstieg im Folgejahr nicht verhindern. Die größten Erfolge allerdings konnte die Basketball-Abteilung des SSV erreichen. 1974 wurde man Deutscher Basketballmeister und ein Jahr später konnte sich das Team den Gewinn des Deutschen Basketballpokals sichern. Zu dieser Zeit spielten die Fußballer in der Verbandsliga. 1979 wurde das Clubhaus eingeweiht. In den beiden folgenden Jahren kam es zum Abstieg in die Landesliga und zum Wiederaufstieg in die Verbandsliga. 1984 wurde die Abteilung Schach gegründet. Drei Jahre später stieg die 1. Fußballmannschaft in die Landesliga ab.

### Problemjahre
Im Jahr 1988 kam der Verein aufgrund von hohen Steuernachforderungen in finanzielle Probleme. Durch einen Vergleichsantrag kam es zum Verlust von allen Immobilien. Es kam zu Auflösungen und Verselbstständigungen der einzelnen Abteilungen. Die Basketballabteilung wurde zum eigenständigen Verein SSV GoldStar Hagen. Die restlichen Abteilungen kamen bei Union Hagen unter. 1989 wurde der Fußballspielbetrieb wieder aufgenommen als FSV Hagen. 1993 kam es zu einer erneuten Umbenennung in SSV Hagen-Fußball e. V. Zu dieser Zeit spielte der Verein in der Bezirksliga.

### Niedergang und Gegenwart
1996 wurde ein SSV-Jugend- und Vereinsheim auf dem Höing gebaut. 1997 wurde der neue Dachverein SSV Hagen gegründet. Die zum Dachverein gehörenden Abteilungen waren Fußball, Gewichtheben, Gymnastik, Jazztanz, Judo, Radsport, Tischtennis und Jiu Jitsu. 1998 gelang den Fußballern der Aufstieg in die Landesliga. Dort schaffte man 2004 den Aufstieg in die Verbandsliga. Um den direkten Aufstieg zu schaffen, verpflichtete man unter anderem Olivier Djappa und Nissim Beniesch als Trainer, wurde aber nur Vizemeister hinter Westfalia Herne. In der Saison 2005/06 verpflichtete man Frank Benatelli als Trainer, aber es kam zu finanziellen Problemen, was dazu führte, dass man einen Großteil der Leistungsträger ziehen lassen musste. Auch Frank Benatelli verließ den Verein. Man konnte zwar den Konkurs abwenden, jedoch war die finanzielle Lage immer noch angespannt. Der Großteil der Mannschaft bestand nun aus Jugendspielern. In der Saison 2009/10 belegte der SSV in der siebtklassigen Landesliga den 16. und letzten Tabellenplatz und stieg damit sportlich in die Bezirksliga ab. Da die permanenten finanziellen Schwierigkeiten nicht behoben werden konnten, sah sich der Vereinsvorstand am 1. Juni 2010 veranlasst, einen Insolvenzantrag beim Amtsgericht Hagen einzureichen. Nachdem es dem Verein gelang, aufgrund von Spendensammelaktionen kurzfristig finanzielle Mittel zu erwirtschaften, konnte der Insolvenzantrag noch im Juni 2010 wieder zurückgenommen werden. Nachdem der Verein seine erste Mannschaft zunächst für die achtklassige Bezirksliga gemeldet hatte und die Mannschaft bereits in die Gruppe 14 eingeteilt war, musste kurz vor Saisonbeginn der Rückzug erklärt werden, da der Verein keine wettbewerbsfähige Mannschaft zusammenbekommen hatte. Wenige Tage später meldete der Verein auch die Reservemannschaft, die in der Kreisliga A spielberechtigt war, vom Spielbetrieb ab. Damit war der traditionsreiche Verein in der Saison 2010/11 nur noch im Juniorenfußballbereich vertreten. In der Saison 2011/12 startete der Verein einen Neuanfang im Herrenbereich und trat in der Kreisliga A1 an. In der Saison 2016/17 schaffte man den Aufstieg aus der Bezirksliga in die Landesliga Westfalen. Im Jahr 2019 stieg der SSV Hagen wieder aus der Landesliga ab. Nach zwei Spielzeiten in der Bezirksliga, darunter die wegen der Covid-19-Pandemie abgebrochene Saison 2020/21, zog der Verein die erste Herrenmannschaft vor Beginn der Saison 2021/22 aus finanziellen Gründen aus dieser Spielklasse zurück und tritt stattdessen in der Kreisliga A1 Hagen an.

## Spielstätte
Die Heimspiele wurden im Ischelandstadion ausgetragen, das im Stadtteil Altenhagen liegt. Das Stadion ist zweitligatauglich und bietet ein Fassungsvermögen von circa 16.500 Zuschauern. Nach dem Wiederbeginn in der Kreisliga A in der Spielzeit 2011/12 spielte die 1. Mannschaft auf dem Kunstrasenplatz Am Höing, kehrte aber später in das Ischelandstadion zurück.

## Konkurrenz
Der größte Rivale des SSV war zumeist der Hasper SV aus dem Hagener Stadtteil Haspe. Beide Vereine kämpften seit Jahrzehnten um die Zuschauergunst in Hagen. Man kann von Rivalität und einem Derby sprechen, wenn die beiden Fußball-Mannschaften der Vereine aufeinandertrafen. Auch die Duelle gegen die Spvgg Hagen 1911 und den Hagener Stadtteil-Verein SV Hohenlimburg 10 stießen auf besonderes Interesse in der Region.

## Sportliche Erfolge
Fußball
- 1960–1961 2. Liga West
- 1966–1967 Regionalliga West
- 1982 Westfalenpokalsieger A-Jugend
- 1984 Westfalenpokalsieger A-Jugend: Im Endspiel wurde Borussia Dortmund mit 3:2 nach Elfmeterschießen besiegt.

Basketball
- 1974 Deutscher Meister
- 1975 Deutscher Pokalsieger

## Bekannte Spieler
Basketball:
siehe unter Brandt Hagen
Fußball:
- Olivier Djappa spielte in der Saison 2004/05 für den SSV Hagen. Zuvor hatte er u. a. beim SSV Reutlingen gespielt und war in der Saison 2000/01 Torschützenkönig der 2. Bundesliga geworden.
- Harry Ellbracht bestritt für VfL Bochum, 1. FC Saarbrücken, Arminia Bielefeld und TSV 1860 München 113 Spiele in der 1. Fußball-Bundesliga. Zwischen 1973 und 1975 war er für den SSV aktiv.
- Giovanni Federico spielte später für den 1. FC Köln, den VfL Bochum, den Karlsruher SC, Borussia Dortmund und Arminia Bielefeld. Von 2016 bis 2018 spielte er zum Ende seiner Karriere erneut für den SSV Hagen und war als Spielertrainer aktiv.
- Neşat Gülünoğlu war ebenfalls in der Saison 2004/05 beim SSV Hagen aktiv. Er hatte von 1997 bis 1999 beim VfL Bochum gespielt und dabei 37 Bundesligaspiele bestritten.
- Erdal Keser spielte in der Jugend beim SSV und später mehrere Jahre bei Borussia Dortmund. Er wurde 1982 mit dem SSV Westfalenpokalsieger mit der A-Jugend.
- Gaetano Manno spielte 2005 für den SSV und kam nachfolgend über den Wuppertaler SV und den VfL Osnabrück zum SC Paderborn.
- Jörg Sauerland spielte wie Djappa und Gülünoglu in der Saison 2004/05 für den SSV. Er hatte 1997 zwei Bundesligaspiele für Borussia Dortmund bestritten.
- Lukas Klostermann spielte zwischen 2008 und 2010 in der Jugend des SSV Hagen. Er schaffte 2016 mit dem RB Leipzig den Aufstieg in die 1. Fußball-Bundesliga und gewann im selben Jahr mit der deutschen Fußballolympiamannschaft Silber bei den Olympischen Sommerspielen 2016 in Rio de Janeiro.

## Weitere Abteilungen

### Tischtennis
Die Tischtennisabteilung bildete sich 1930. Nach dem Zweiten Weltkrieg spielte die Herrenmannschaft bis Mitte der 1950er Jahre in der Oberliga Westfalen. 1967 begannen die Erfolge des Damenteams, die lange Jahre in der höchsten deutschen Spielklasse, früher Oberliga, heute Bundesliga, spielten.
Bekannt wurde der SSV Hagen auch als Ausrichter zahlreicher internationaler Veranstaltungen.
Erfolge
- 1945 Aufstieg Herren in die Oberliga Westfalen: Willi Herzog, Günter Wiegand, Werner Brock, "Tuck" Scherff, Gerd Severin, Friedhelm Brand, Fritz Wieschhoff, Willi Büsener
- 1982: Aufstieg Damen in die Bundesliga: Irene Haase, Monika Otto, Rosemarie Seidler, Barbara Lang[3]

Mit dem Ende der Saison 2010/11 löste sich nach über 80-jährigem Bestehen die Tischtennisabteilung des SSV auf. Die Aktiven sind ab der Saison 2011/12 der Tischtennisabteilung des TSV Hagen 1860 beigetreten.